# Darjo Felda
Darjo Felda (ur. 3 lutego 1956 w Koprze) – słoweński matematyk i nauczyciel akademicki, profesor, w latach 2019–2022 prorektor Univerza na Primorskem, w latach 2023–2024 minister edukacji.

## Życiorys
Ukończył studia na wydziale matematyki i fizyki Uniwersytetu Lublańskiego, na tym samym wydziale uzyskał magisterium. Doktoryzował się w 2011 na wydziale pedagogicznym Univerza na Primorskem. Pracował jako nauczyciel matematyki i informatyki w szkole średniej w Lublanie. W latach 1995–2003 był zatrudniony na wydziale elektrycznym macierzystej uczelni. Od 2003 zawodowo związany z Univerza na Primorskem, doszedł do stanowiska profesora. W latach 2005–2019 był prodziekanem wydziału pedagogicznego, a od 2019 do 2022 pełnił funkcję prorektora uniwersytetu do spraw akademickich. W pracy badawczej zajął się zagadnieniami z zakresu dydaktyki matematyki, przez wiele lat prowadził konkursy matematyczne dla uczniów szkół średnich, w latach 90. redagował czasopismo „Matematika v šoli”. Był też członkiem rady dyrektorów słoweńskiego stowarzyszenia matematyków, fizyków i astronomów (DMFA).
Związał się z ugrupowaniem politycznym Ruch Wolności. W 2022 powołany na sekretarza stanu w ministerstwie edukacji, nauki i sportu. W styczniu 2023 w rządzie Roberta Goloba objął nowo utworzone stanowisko ministra edukacji. We wrześniu 2024 złożył rezygnację, motywując ją chęcią powrotu do działalności akademickiej; w następnym miesiącu na urzędzie ministra zastąpił go Vinko Logaj.